# Electryon
În mitologia greacă, Electryon (greacă: Ηλεκτρύωνας) a fost fiul lui Perseu și al Andromedei, rege în Micene și Tirint.

## Mitologie
El s-a căsătorit fie cu nepoata sa, Anaxo, fiica fratelui său Alceu, fie cu Euridice, fiica lui Pelops. Soția sa i-a dăruit mai mulți copii: Alcmena (mama lui Heracle), Stratobates, Gorgophonus, Phylomonus, Celaeneus, Amphimachus, Lysinomus, Chirimachus, Anactor și Archelaus. Electrion a mai avut un fiu cu Midea, Lycimnius. Când fiii regelui telebo4nilor, Ptereolaos, au venit la Micene ca să-și ia partea de moștenire (descindeau din fratele lui Electrion, Mestor), fiii lui Electryon au pornit să își apere cetatea, dar în afară de Lycimnius, toți au murit. Teleboii au furat astfel turmele regelui micenian.
Electryon și-a dat fiica, Alcmena, de soție, aceluia care îi va înapoia turmele furate. Acesta fu Amfitrion, nepotul de frate al lui Electryon, care printr-un vicleșug îi înapoie turmele. Însă în timpul nunții, Amfitrion l-a ucis din greșeală (sau intenționat) pe socrul său. Fratele lui Electryon, Sthenelos, l-a răzbunat pe fratele său exilându-l pe ucigaș.